# Wiebke Hoogklimmer
Wiebke Hoogklimmer (* 13. Mai 1960 in Hannover) ist eine deutsche Altistin.
Nach ersten Konzert- und Bühnenerfahrungen im Mädchenchor Hannover studierte sie Musiktheaterregie bei Götz Friedrich an der Hochschule für Musik und Theater Hamburg. Während des Regiestudiums arbeitete sie als Regieassistentin und Abendspielleiterin an der Niedersächsischen Staatsoper Hannover, Hamburger Staatsoper und der Deutschen Oper Berlin. Nach Abschluss des Regiestudiums begann sie mit dem Gesangsstudium bei Elisabeth Umierski, Annie Schoonus und Christiane Bach-Röhr.
Nach drei Jahren Tätigkeit in der Altgruppe des RIAS Kammerchors und Bühnenauftritten in verschiedenen Opernproduktionen spezialisierte sie sich auf die Produktion eigener Liedprogramme vom Barock bis zur zeitgenössischen Musik. 2003 nahm sie unter dem Label Thorofon die CD „Clairières dans le ciel“ nach dem gleichnamigen Liederzyklus von Lili Boulanger auf. 2006 erschien der Live-Mitschnitt eines Liederabends von Franz Schuberts Winterreise unter eigenem Label auf CD.
2012 veröffentlichte sie unter eigenem Label die CD „Kinderlieder - Album 1“ Volkslieder: Kindheit – Gedächtnis – Gefühl – Alter – Identität mit der dazugehörigen Website. CD und Website gehören zu ihrem Projekt „Volkslieder als Therapie bei Demenzerkrankungen (Alzheimer)“. Darüber hinaus veröffentlichte der Behr’s Verlag im Herbst 2012 ein Großdruck-Liederbuch mit dieser CD als Beilage.
Wiebke Hoogklimmer lebt in Berlin.